# روبرت امدن
یاکوب روبرت امدن (آلمانی: Jacob Robert Emden؛ زاده ۴ مارس ۱۸۶۲ - درگذشته ۸ اکتبر ۱۹۴۰) یک فیزیک‌دان، و ستاره‌شناس اهل سوئیس بود.